# Onychognathus walleri
Onychognathus walleri là một loài chim trong họ Sturnidae.